# Arnuero
Arnuero település Spanyolországban, Kantábria autonóm közösségben. Arnuero Noja, Argoños, Escalante, Meruelo és Bareyo községekkel határos. Lakosainak száma 2279 fő (2024).

## Népesség
A település népessége az elmúlt években az alábbi módon változott:
| Lakosok száma | 1796 | 1937 | 2073 | 2122 | 2115 | 2107 | 2098 | 2103 | 2170 | 2279 |
|               | 2001 | 2004 | 2007 | 2009 | 2012 | 2014 | 2017 | 2019 | 2022 | 2024 |